# نصیرالدین طوسی: فیلسوف گفتگو
نصیرالدین طوسی: فیلسوف گفتگو کتابی از غلامحسین ابراهیمی دینانی است که در سال ۱۳۸۶ منتشر و در مراسم کتاب سال جمهوری اسلامی ایران به‌عنوان کتاب برگزیده معرفی شد.